# Федоров Сергій Сергійович
Сергі́й Сергі́йович Фе́доров (20 квітня 1972 — 26 серпня 2014) — старшина 1 статті Збройних сил України, боєць батальйону «Айдар», учасник російсько-української війни.

## Життєпис
Народився 1972 року в селі Олійники (Сахновщинський район, Харківська область). Закінчив школу села Верхня Покровка. Створив родину; виховували дітей.
Мешкав та пішов на фронт з села Верхня Покровка. Старшина 1-ї статті, начальник польової лазні, 24-й батальйон територіальної оборони «Айдар».
Зазнав важкого поранення в живіт у бою за Хрящувате. Тиждень провів у київському шпиталі, проте поранення були несумісні з життям — видалили нирку, паралізувало ноги, ушкоджені легені та хребет.
Похований в селі Верхня Покровка, Старобільський район, Луганська область.
Без Сергія лишились дружина Тетяна, дві доньки та син.

## Нагороди та вшанування
За особисту мужність і героїзм, виявлені у захисті державного суверенітету та територіальної цілісності України, вірність військовій присязі під час російсько-української війни, відзначений — нагороджений
- орденом «За мужність» III ступеня (посмертно)
- нагрудним знаком «За оборону Луганського аеропорту» (посмертно)
- 28 жовтня 2015-го в Луганському національному університеті відкрито стенд-меморіал загиблим в боях героям Старобільщини, серед них — і Сергію Федорову
- Його портрет розміщений на меморіалі «Стіна пам'яті полеглих за Україну» у Києві: секція 3, ряд 2, місце 21
- Вшановується 26 серпня на щоденному ранковому церемоніалі вшанування українських захисників, які загинули цього дня у різні роки внаслідок російської збройної агресії[1]
- нагрудним знаком «Зірка Слави» (посмертно)
- 14 жовтня 2016 року на фасаді школи в селі Верхня Покровка відкрито меморіальну дошку його честі